# 와곡층

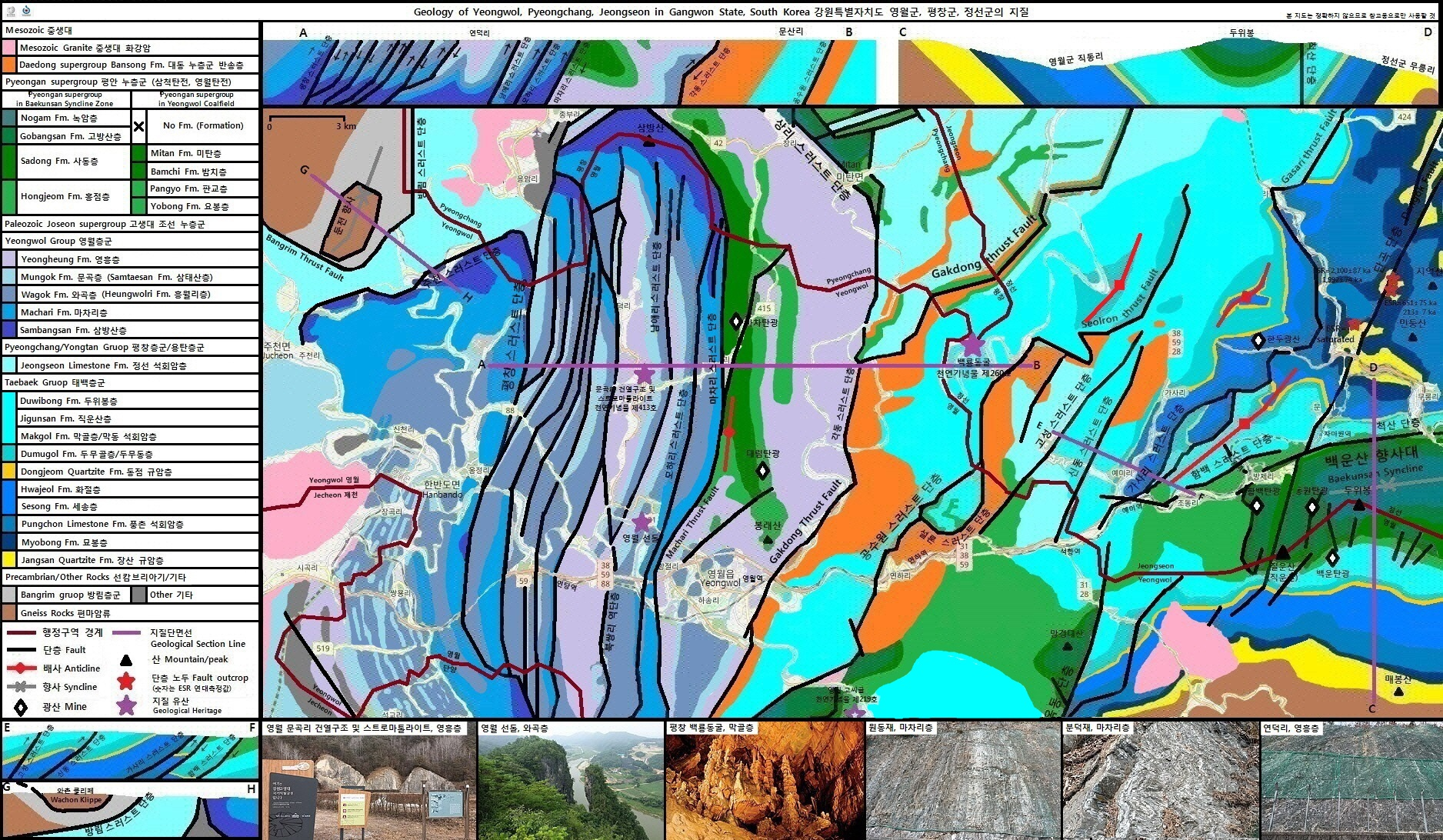
영월군의 지질

와곡층(Wagok formation, 瓦谷層), 과거의 흥월리층(Oh; Ordovician Heungweolri formation, 興月里層)은 대한민국 태백산분지에 분포하는 조선 누층군 영월층군의 지층이다. 마차리 스러스트 단층의 서편에 주로 드러나 있으며, 마차리층 위에 정합적으로 놓인다. 주로 괴상의 (담)회색 돌로마이트로 구성되어 있다. 고바야시(1961, 1966)는 와곡층에서 산출된 보존이 불량한 완족동물 및 삼엽충 화석을 근거로 와곡층의 지질시대를 최후기 캄브리아기로 제시하였으나, 태백산지구지하자원조사단(1962)은 이를 흥월리층으로 명명하고 이 층의 시대를 전기 오르도비스기로 보았다. 와곡층의 두께는 약 500 m로 알려져 있었으나, 와곡층의 두께가 250 m를 넘지 않을 것이라는 의견도 존재한다. 본 지층은 단양군, 제천시에도 분포하며 이들 지역의 '흥월리층' 역시 돌로마이트로 구성된다.

## 와곡층과 흥월리층의 명칭
일제강점기 요시무라(1940)는 영월 지역의 조선 누층군을 최초로 조사하여 영월형 조선 누층군을 하부로부터 삼방산층, 마차리층, 와곡층, 문곡층, 영흥층 5개 지층으로 구분하였다. 그러나 태백산지구지하자원조사단은 1962년의 조사에서.와곡층을 흥월리층으로, 문곡층을 삼태산층으로 개명하고 삼방산층과 영흥층을 조선 누층군에서 제외시켰다. 그러나 이후의 연구를 통해 조선 누층군 영월층군은 다시 삼방산층, 마차리층, 와곡층, 문곡층, 영흥층으로 정립되었다. 2001년 손장원, 김동희, 최덕근은 단양군 어상천면의 삼태산 일대의 지질을 조사하고, 그때까지 사용되던 태백산지구지하자원조사단이 만든 지층명인 '흥월리층'과 '삼태산층'의 명칭을 무효화시켰다. 현재 지질학계에서는 과거의 명칭인 '흥월리층'을 더 이상 사용하지 않고 '와곡층'이라 지칭한다. 다만 제천시와 단양군에 분포하는 동일 지층은 단양 지질도폭(1962)과 제천 지질도폭(1967)에서 정해진 명칭인 '흥월리층'을 아직 그대로 사용한다.

## 달이 내린 산기슭
《달이 내린 산기슭》은 (이미 이름이 무효화된) 흥월리층을 주제로 한 웹툰이다. 지질학 교수 손장원이 연재한 이 만화는 젊은 지질학자 '오원경'이 강원도의 한 산길도로에서 만난 흥월리층 지층을 모에화한 정령 '월리'와 함께 떠나는 여정을 그렸다. 웹툰에 등장하는 가상의 지질학자 '오원경'은 전국을 돌며 화석을 채집하여 판매하고, 화석안내서를 집필하기도 하는 인물로 충청북도 단양군을 둘러보던 중 오원경은 우연히 2001년 지질 조사 때 사라진 흥월리층의 정령을 만난다. 살아갈 곳을 잃은 지층의 정령은 오원경과 함께 세상을 둘러보며 다른 안식처를 찾기 위한 여행길을 떠나게 되는 내용이다. 작가 손장원은 만화가가 되기 위해 서울과학고등학교를 졸업하고 서울대학교 지질학과에 입학해 박사학위까지 취득했다고 밝혔다.

## 삼엽충 화석에 의한 생층서대
영월군 남부의 와곡층에서 삼엽충 화석에 의한 Fatocephalus hunjiangensis 생층서대가 인지되었다. 이 생층서대에서는 Micragnostus aff. elongatus, Micragnostus sp., Pseudorhaptagnostus (Machairagnostus) kentauensis, Fatocephalus hunjiangensis, Koldinioidia longa, Hysterolenus sp., Amzasskiella? sp. 7종의 삼엽충 화석이 나온다.

## 지역별 암상

### 영월군
영월군 영월읍 팔괴리-하송리 지역에 분포하는 와곡층은 동쪽으로는 스러스트 단층에 의해 문곡층과 접촉하며 서쪽으로는 문곡층과 정합으로 접한다. 영월인편상구조대 지역에서는 영월층군의 다른 지층과 같이 여러 번 반복되어 분포한다.
영월인편상구조대 지역의 와곡층 노두
- 영월군 북면 마차리 지방도 제415호선에 드러난 와곡층(흥월리층)의 노두
- 영월군 북면 마차리 지방도 제415호선 도로변의 와곡층 노두
북위 37° 15′ 12.9″ 동경 128° 26′ 23.7″ / 북위 37.253583°  동경 128.439917°
- 영월군 북면 연덕리, 원동재교차로 북동쪽의 와곡층 노두

영월군 남면 북쌍리 서강 강변의 남애 단면에 총 171 m 두께로 드러난 와곡층은 층상 및 괴상의 조립질 돌로마이트와 부분적으로 협재하는 세립질 돌로마이트로 구성된다. 대체로 하부는 밝고 상부는 어둡다. 와곡층 하부~중부(115.5 m)는 청회색, 밝은 회색 및 분홍색을 띠는 비교적 밝은 계통의 괴상 돌로마이트로 구성되며 암회색 돌로마이트가 부분적으로 협재된다. 와곡층 상부(55.5 m)는 암회색을 띠는 어두운 계통의 괴상 및 층상 돌로마이트로 주로 구성 되어 있으며, 지층 상부의 중부 구간에 1~2 m 두께의 밝은 회색 괴상 돌로마이트가 국부적으로 협재된다. 상부 구간으로 갈수록 점차 층리가 잘 발달하는 경향이 있다.
남애 단면의 와곡층 노두
- 북위 37° 12′ 26.6″ 동경 128° 25′ 06.6″ / 북위 37.207389°  동경 128.418500°
- 북위 37° 12′ 26.6″ 동경 128° 25′ 07.1″ / 북위 37.207389°  동경 128.418639°
- 북위 37° 12′ 26.2″ 동경 128° 25′ 07.9″ / 북위 37.207278°  동경 128.418861°
- 북위 37° 12′ 26.0″ 동경 128° 25′ 09.5″ / 북위 37.207222°  동경 128.419306°
- 북위 37° 12′ 25.8″ 동경 128° 25′ 12.5″ / 북위 37.207167°  동경 128.420139°

### 단양군

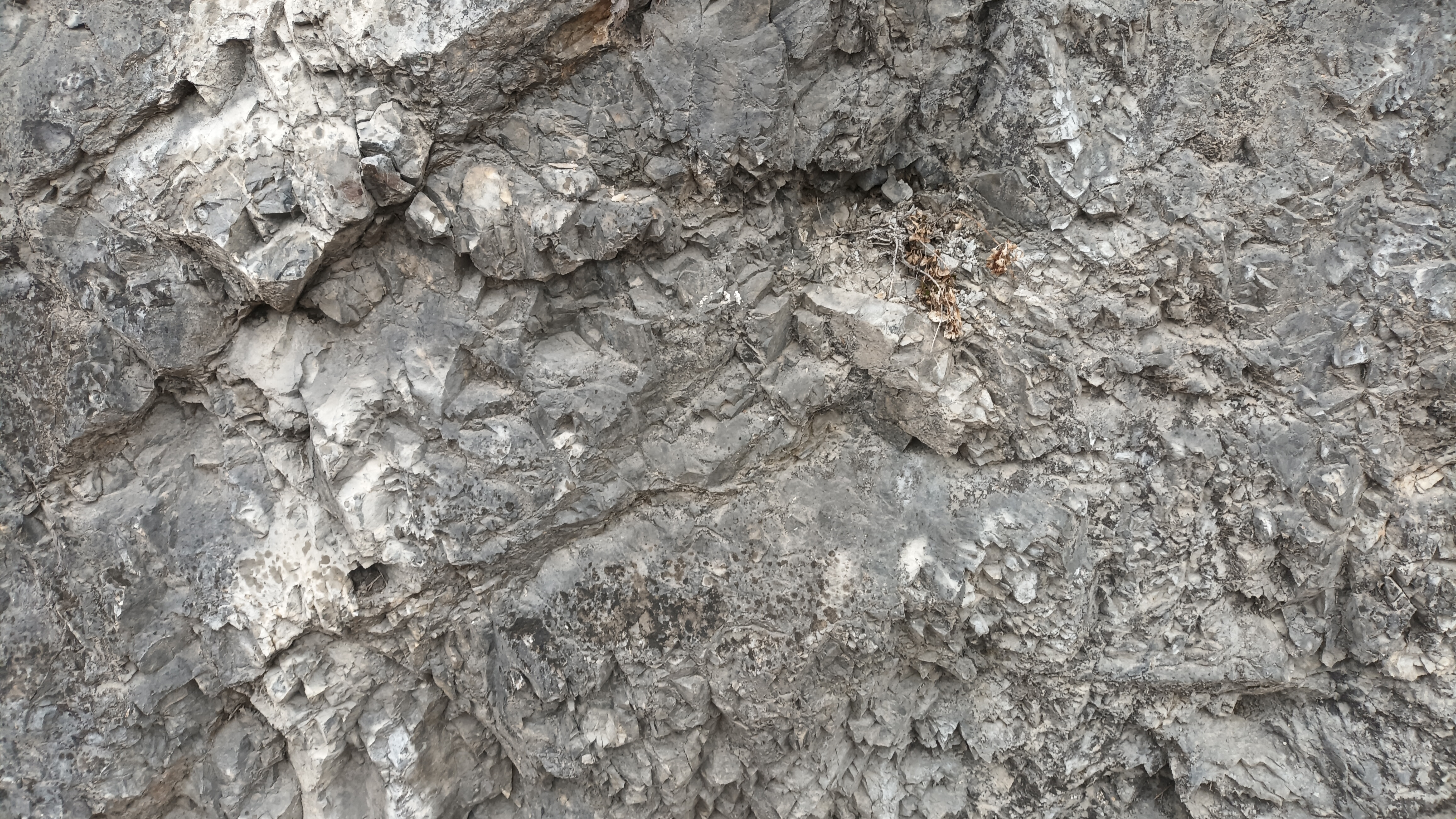
매포읍 하괴리의 고생대 조선 누층군 흥월리층

단양 지질도폭(1962)에서는 흥월리층이라는 명칭을 사용하였으며 단양 지질도폭에 의하면 흥월리층은 주로 회백색 중립 결정질 괴상(塊狀) 돌로마이트로 구성되며 층리의 발달이 좋지 않다. 지표의 풍화면은 암흑색을 띠어 삼태산층 석회암과 쉽게 구별되고 지형적으로 돌리네를 형성한다. 적성면 애곡리와 매포읍의 대부분 지역, 어상천면과 영춘면 일부 지역에 조금씩 분포한다. 지층이 소규모로 분포하는 이유는 배사 습곡 구조로 인해 그의 상부만이 노출되어 있기 때문일 것으로 생각된다. 지층의 주향과 경사는 직치리 계곡에서 대체로 북서 10°, 남서 60~70°이나 그의 남부에서는 지층이 심하게 교란되어 불규칙한 주향과 경사를 가지며 이중에 특히 북동 70°의 주향과 북서 50~60°의 경사가 우세하다. 상부는 삼태산 석회암층에 의해 덮여 있다. 단양 석문은 조선 누층군 흥월리층의 석회암과 돌로마이트로 구성되어 있으며 석회동굴이 붕괴되고 동굴의 천장의 일부가 남아 구름다리처럼 형성되었거나, 석회암이 지하수에 의해 침식되고 남은 지형으로 추정된다.

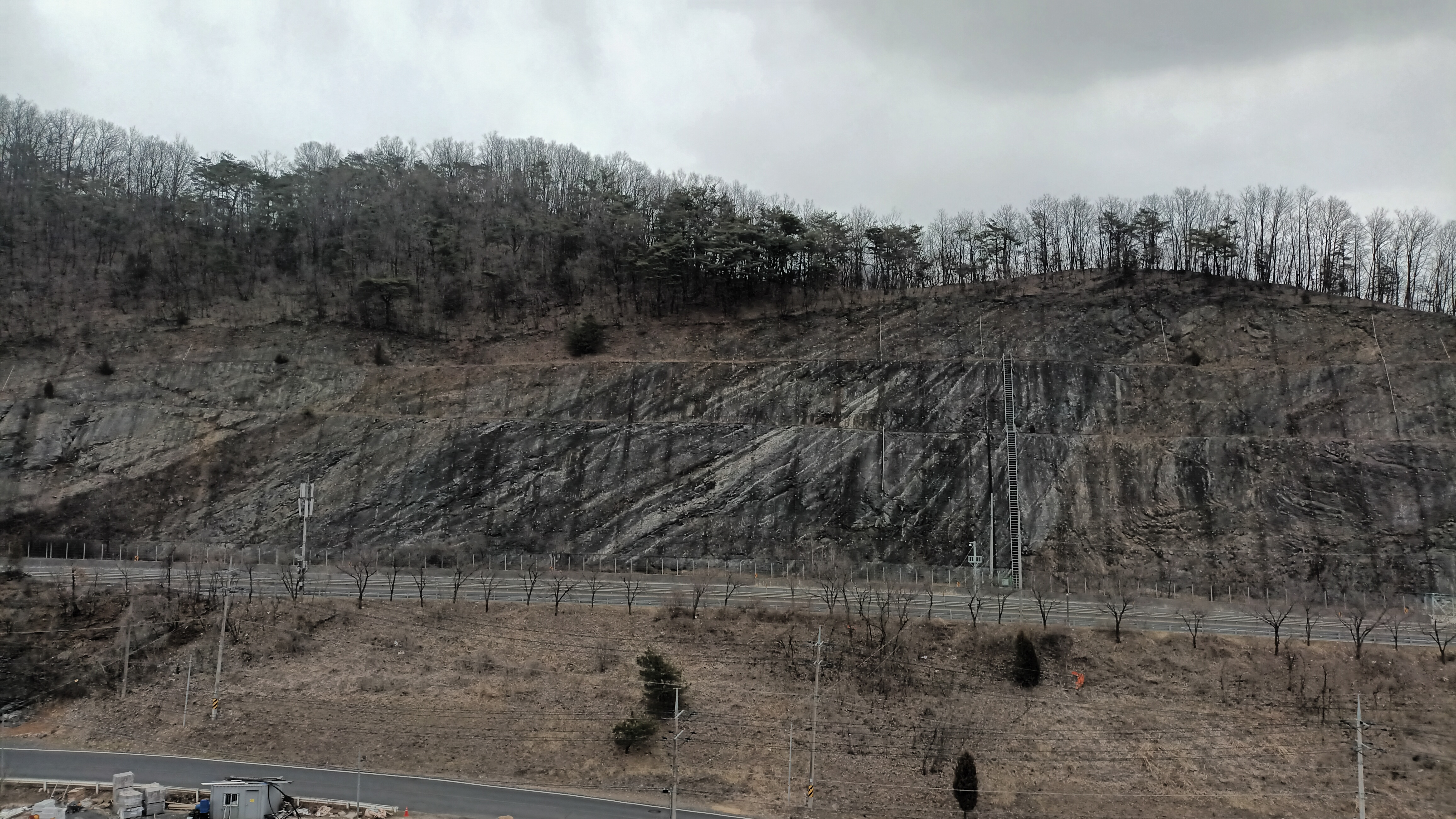
조선 누층군 흥월리층에 드러난 대규모 등사습곡(배사)구조와 국도 제5호선

단양군 단양읍 상진리 산 33-1 (N 36°57'43.30", E 128°21' 54.06")에는 위 사진과 같이 국도 제5호선 도로변 절개사면에 약 150 m에 걸쳐 흥월리층의 대규모 노두가 드러나 있다. 이 노두는 대규모 충상단층과 등사습곡, 암맥 등 다양한 지질구조를 한 지점에서 볼 수 있는 희귀한 지질유산으로 실제로 대학의 지질학과에서 현장 실습으로 방문하고 있는 곳이다. 층리면은 북서 주향에 남서쪽으로 고각 경사한다.
적성면 애곡리-단양읍 상진리 간 산능선을 따라 개설된 도로에는 아래 사진과 같이 흥월리층의 노두가 대규모로 드러나 있다. 
적성면 애곡리-단양읍 상진리 옷바위길 흥월리층 노두
- 북위 36° 58′ 21.0″ 동경 128° 20′ 10.9″ / 북위 36.972500°  동경 128.336361°
- 북위 36° 58′ 23.0″ 동경 128° 20′ 11.9″ / 북위 36.973056°  동경 128.336639°
- 북위 36° 58′ 25.8″ 동경 128° 20′ 02.8″ / 북위 36.973833°  동경 128.334111°
- 북위 36° 58′ 33.2″ 동경 128° 19′ 59.3″ / 북위 36.975889°  동경 128.333139°
- 북위 36° 58′ 48.6″ 동경 128° 19′ 48.3″ / 북위 36.980167°  동경 128.330083°
- 북위 36° 58′ 51.2″ 동경 128° 19′ 44.9″ / 북위 36.980889°  동경 128.329139°
- 북위 36° 58′ 52.5″ 동경 128° 19′ 44.7″ / 북위 36.981250°  동경 128.329083°
- 북위 36° 58′ 52.3″ 동경 128° 19′ 45.6″ / 북위 36.981194°  동경 128.329333°
- 북위 36° 58′ 55.6″ 동경 128° 19′ 54.0″ / 북위 36.982111°  동경 128.331667°
- 북위 36° 58′ 55.6″ 동경 128° 19′ 55.4″ / 북위 36.982111°  동경 128.332056°
- 북위 36° 58′ 53.0″ 동경 128° 19′ 59.0″ / 북위 36.981389°  동경 128.333056°
- 만천하스카이라운지카페(도로명주소 단양군 적성면 옷바위길 60-186) 전면의 노두
북위 36° 58′ 55.6″ 동경 128° 19′ 57.4″ / 북위 36.982111°  동경 128.332611°
- 만천하스카이라운지카페 전면의 노두
북위 36° 58′ 52.2″ 동경 128° 20′ 14.0″ / 북위 36.981167°  동경 128.337222°
- 북위 36° 58′ 52.9″ 동경 128° 20′ 19.4″ / 북위 36.981361°  동경 128.338722°
- 북위 36° 58′ 59.7″ 동경 128° 20′ 10.5″ / 북위 36.983250°  동경 128.336250°
- 북위 36° 59′ 03.6″ 동경 128° 20′ 20.9″ / 북위 36.984333°  동경 128.339139°
- 북위 36° 59′ 02.8″ 동경 128° 20′ 25.2″ / 북위 36.984111°  동경 128.340333°
- 북위 36° 59′ 02.8″ 동경 128° 20′ 24.9″ / 북위 36.984111°  동경 128.340250°
- 북위 36° 59′ 02.7″ 동경 128° 20′ 24.1″ / 북위 36.984083°  동경 128.340028°
- 북위 36° 59′ 12.2″ 동경 128° 20′ 26.1″ / 북위 36.986722°  동경 128.340583°

### 제천시
제천 지질도폭(1967)에 의하면 흥월리층의 주요 분포 지역은 영춘도폭 남서부의 단양군 적성면 각기리-소야리 지역, 제천시 금성면 대장리 지역, 제천시 청풍면 후산리 지역 그리고 제천시 청풍면 광의리 남쪽의 비봉산(530.2 m) 지역에 소규모로 분포한다. 본 지층의 암상은 연회색 내지 암회색인 것이 대부분이나 회백색, 백색, 분홍색인 것도 부분적으로 보이며 암석의 겉부분은 흑색인 것이 보통이다. 본 층은 괴상(塊狀)으로서 편리 구조가 극히 희미하거나 보이지 않으며 풍화면에 강상(綱狀) 세맥이 다수 발달하는데 이는 돌로마이트 중에 배태된 방해석의 세맥(細脈, 0.5 mm 내외)과 돌로마이트 부분 간의 풍화에 대한 저항력의 차이에서 기인한 것이다. 제천시의 흥월리층에는 갈철광상이 부존되어 있다.
태백산지구지하자원조사단(1962)의 조사에서 제외된 영춘 지질도폭 남서부의 단양군 적성면 각기리, 소야리 지역에 북서 40~60°의 방향으로 2개 대(帶)의 비교적 큰 돌로마이트가 드러나 있다. 이 돌로마이트는 각기리 계곡의 소규모 단층에 의해 일부가 절단되고 북서 방향으로 축사(軸斜; plunging 또는 침강)하나 이 지역의 구조는 하부의 흥월리층이 1개 조의 향사 습곡 구조를 중심으로 2개 조의 배사 습곡 구조가 있는데 향사 부분은 상위의 삼태산층으로 덮이고 배사 부분만이 드러나 있다. 또 다른 하나는 소야리 서부에 북서 60°의 주향을 갖는 것으로 전술한 돌로마이트의 방향과는 반대로 남동 방향으로 침강하고 북서부는 금수산 규암층을 계단상으로 끊는 단층으로 절단된다.
제천시 금성면 대장리의 흥월리층은 북동-남서 방향으로 발달하는 대장리 단층을 중심으로 분포하며 제천 지질도폭 내에서 돌로마이트의 표식적인 발달 지역이다. 제천시 청풍면 후산리의 흥월리층은 후산리 서부에서는 후산리에서 청풍면 사오리로 가는 고개 서측에서는 본 층 상부에 덮인 삼태산층과의 경계면이 관찰되며 또 일부에서는 흥월리층과 삼태산층 위에 경사 부정합으로 놓인 서창리층이 분포되어 있다. 동측은 수름산 단층으로 절단되고 이 단층의 동부에도 대상 분포하는 돌로마이트층이 있다. 이 지역의 돌로마이트는 활석화된 것을 볼 수 있고 흑색 셰일을 협재하기도 하며 갈철광이 배태된 곳이 있다. 청풍면 광의리에 해당하는 비봉산 북사면에 소규모로 분포하는 흥월리층은 삼태산층과의 구별이 용이하며 비봉산 산정에 애추(崖錐, talus)를 형성하고 있다.
황강리도폭에는 흥월리층이라고 명시되어 있지 않고 대석회암층군 돌로마이트(Odo; Ordovician Dolomite)라고 되어 있으나 제천 지질도폭에서 연속적으로 분포되어 흥월리층으로 간주한다. 황강리도폭에 의하면 제천시 청풍면 연론리와 단리-수산면 고명리, 수산면 수산리의 두무산(477.5 m) 주변, 덕산면 성암리-수산면 내리 지역에 소규모 분포한다. 흥월리층에 해당하는 것으로 보이는 본 돌로마이트층은 배사 습곡 또는 단층에 의해 드러난 것으로 보이며 이로 인해 부분적으로 주향과 경사에 변화를 보인다. 돌로마이트는 거의 암회색 세립 괴상의 암질을 가지나 담회백색을 띠는 곳도 있다. 본 지역의 돌로마이트층은 습곡 내지는 단층에 의해 상부의 일부만이 드러나 있어 지층 두께는 알 수 없다.
제천시의 조선 누층군 흥월리층
- 제천시 청풍면 황석리 지방도 제532호선 도로변의 흥월리 돌로마이트층
북위 37° 01′ 49.8″ 동경 128° 08′ 01.1″ / 북위 37.030500°  동경 128.133639°
- 제천시 청풍면 황석리 지방도 제532호선 도로변의 흥월리 돌로마이트층
북위 37° 02′ 02.1″ 동경 128° 07′ 46.6″ / 북위 37.033917°  동경 128.129611°
- 제천시 청풍면 황석리/사오리 지방도 제532호선 도로변의 흥월리 돌로마이트층
북위 37° 01′ 53.9″ 동경 128° 06′ 53.9″ / 북위 37.031639°  동경 128.114972°

## 지질 유산
- 영월군 영월읍 방절리 373-1에 위치한 영월 선돌은 방절리 서강가의 절벽에 위치하며 마치 큰 칼로 절벽을 쪼갠 듯한 형상을 이룬 곳으로 높이 약 70 m 정도의 입석으로 이는 흥월리층(와곡층)에 해당하는 암석이다. 선돌은 남-북 주향의 단열계를 따라 일어난 풍화 작용으로 기반암과 분리되어 현재의 모습을 하고 있다.[17]
- 영월군 북면 마차리 산 147-5 (골마차길 24-9, N 37°15'26", E 128°26'51")에는 와곡층의 대표 암석인 결정질 돌로마이트가 도로변에 암벽을 이루며 100 m 에 걸쳐 넓게 드러나 있다.[17]
- 영월군 한반도면 신천리 1021 일대 (N 37°13'29.3", E 128°19'26.7")에는 카르스트 지형이 발달하며 돌리네가 10여 개 관찰되고 소규모의 카렌 지형과 테라로사가 관찰된다. 대체로 경작지로 활용되어 돌리네가 덮여 있다.

## 광상
- 제천갈철광산(堤川褐鐵鑛山)은 제천시 청풍면 황석리의 조선 누층군 흥월리층 내에 존재하는 풍화 잔류광상(殘留鑛床)이다. 광상은 크고 작은 덩어리 모양으로 돌로마이트층 층리를 따라 침전(沈澱)되어 있으며 두께는 10~15 cm 정도이다. 조선 누층군 돌로마이트층의 주향과 경사는 북서 65°및 남서 35°이며 광상이 분포하는 지표에는 테라 로사가 발달한다. 채취한 시료의 화학 분석 결과 철 56.34%, 이산화 규소 5.1%, 황 0.16%, 인 0.14%이다.
- 수산갈철망간광산(水山褐鐵Manganese鑛山)은 수산면 적곡리 북측의 낮은 산릉에 위치한다. 조선 누층군 돌로마이트층이 모암(母巖)이 되며 서측에는 석회암이 덮이고 동측에는 흑운모 화강암이 관입하고 있어 그 주변부에 광상이 발달한다. 이 지역에는 두께 1~2 m의 테라로사가 발달하고 그 밑에 돌로마이트층이 있고 갈철광석(褐鐵鑛石)은 이들 테라로사 중에 크고 작은 덩어리 모양으로 나타난다. 자철광의 평균품위는 철 50.95%, 황 0.28%, 인 0.22%이다. 망간 광상은 흑색 내지 흑갈색 망간토(土)가 덮인 하부에 돌로마이트 층리의 주향에 평행한 방향이나 직교하는 방향으로 직립된 맥상(脈狀)으로 분포하며 맥폭(脈幅)은 0.5~1 m이다. 망간 광상은 갈철광상이 형성된 후 흑운모 화강암의 관입 시 열수용액의 작용에 의하여 형성된 것으로 생각된다. 평균품위는 망가니즈 34.84%, 철 12.07%, 이산화 규소 13.3%이다.

## 같이 보기
- 영월군의 지질
- 단양군의 지질
- 제천시의 지질
- 조선 누층군
- 한국의 지질
- 삼방산층
- 마차리층
- 문곡층
- 영흥층
- 영월인편상구조대